# Xicoténcatl (kommun)
Xicoténcatl är en kommun i Mexiko.   Den ligger i delstaten Tamaulipas, i den centrala delen av landet, 400 km norr om huvudstaden Mexico City. Antalet invånare är 10 940. Arean är 838 kvadratkilometer.
Terrängen i Xicoténcatl är varierad.
Följande samhällen finns i Xicoténcatl:
- Xicoténcatl
- El Azúcar
- Alianza Agraria
- Francisco Villa
- Benito Juárez
- José Ascensión Rodríguez Martínez
- Águilas de la Victoria
- Industrial
- Miguel Alemán
- Triunfo del Porvenir
- Felipe Ángeles
- Moctezuma
- Los Kikos
- Francisco Castellanos
- El Azúcar
- Doctor Norberto Treviño Zapata
- El Durazno
- Plan de Iguala
- Carrera Torres